# World Wrestling Entertainment
World Wrestling Entertainment, Inc. (WWE) este o companie americană al cărei principal obiect de activitate îl reprezintă wrestlingul profesionist, dar care se mai ocupă și de filme, jocuri, muzică, divertisment etc.
În prezent, WWE este cea mai populara companie de wrestling din lume și deține o arhivă impresionantă de documente video ce cuprind o mare parte din istoria wrestlingului. Liga de wrestling a funcționat anterior sub numele de Capitol Wrestling Corporation, promovând brandul World Wide Wrestling Federation (WWWF), și mai târziu World Wrestling Federation (WWF). Actualmente, WWE operează două divizii de wrestling : RAW, SmackDown! și deține două din șapte titluri recunoscute la nivel mondial (WWE Championship și WWE World Heavyweight Championship
este listată la bursa din New York și desfășoară o gamă variată de activități ce se învârt în jurul industriei divertismentului sportiv (televiziune, internet, evenimente publice), o mare parte din venituri provenind din cinematografie, muzică, licențe și vânzări directe de produse licențiate. Vince McMahon este acționarul principal al companiei și ocupă poziția de președinte, iar soția acestuia, Linda McMahon ocupă funcția de director general executiv (CEO). Împreună cu copiii lor, Shane McMahon (vicepreședinte al Global Media) și Stephanie McMahon-Levesque (vicepreședinte executiv al Departamentului Creativ al WWE) , familia McMahon deține aproximativ 70% din acțiunile WWE și 96% din puterea decizională (puterea de vot).
Sediul central al WWE se află în Stamford, Connecticut, alte filiale fiind localizate în Los Angeles, New York, Londra și Toronto. Compania a funcționat inițial sub denumirea Titan Sports, Inc. care ulterior a fost schimbată în World Wrestling Federation Entertainment, Inc. și mai apoi în World Wrestling Entertainment, Inc.
Cifra de afaceri a WWE în anul fiscal 2010 (din iunie 2009 până în mai 2010) a fost de aproximativ 1,400 de miliarde de dolari, cu un profit net de aproximativ 470 de milioane de dolari. Din aprilie 2009, valoarea de piață a companiei a depășit patru miliarde de dolari.

## Istoria ligii

### Începutul - Capitol Wrestling
Roderick James "Jess" McMahon, bunicul actualului proprietar al WWE, a fost un promotor de diverse evenimente sportive. În 1926 a început să colaboreze cu Tex Rickard, promovând evenimente puglistice la Madison Square Garden (New York), primul meci al parteneriatului celor doi fiind un meci pentru centura la categoria semigrea între Jack Delaney și Paul Berlenbach.
Aproximativ în aceeași perioadă, wrestlerul Joseph Raymond "Toots" Mondt avea în minte o idee revoluționară : dorea să ducă wrestlingul de pe aleile întunecate ale orașelor în arenele sportive. A început prin crearea unui nou stil de wrestling pe care l-a numit "Slam Bang Western Style", mult mai spectaculos și mai atractiv pentru publicul spectator. A urmat formarea unei promoții de wrestling în New York, alături de campionul de Wrestlingworth Ed Lewis și managerul acestuia Jack Curley.
Deși cei trei au reușit să încheie contracte cu mulți wrestleri, promoția s-a destrămat datorită neînțelegerilor apărute la nivelul conducerii. Moartea iminentă a lui Curley l-a făcut pe Mondt să înțeleagă că viitorul wrestlingului în regiunea New-York-ului este unul nesigur, așa încât a apelat la ajutorul mai multor bookeri, printre care se număra și Jess McMahon.
Împreună, Jess McMahon și Raymond Mondt au creat Capitol Wrestling Corporation (CWC). În 1953 CWC s-a alăturat organizației naționale de wrestling National Wrestling Alliance (NWA) și în același an, Vincent J. McMahon i-a luat locul tatălui său Jess în cadrul companiei. Mondt și McMahon Sr. s-au dovedit a fi o pereche de succes și în scurt timp au ajuns să controleze 70% din booking-ul organizației NWA, lucru datorat mai ales dominației pe care o aveau în regiunea de nord-est a Statelor Unite. Mondt a fost cel care l-a învățat pe McMahon modul în care funcționează wrestlingului profesionist american și i-a dezvăluit tainele acestei industrii. Acesta a fost începutul revoluției în wrestling.
În 1956, CWC semnează un contract de televizare a show-urilor de wrestling cu WTTG Channel 5.

### World Wide Wrestling Federation
NWA avea un singur campion, deținător al titlului NWA World Heavyweight Champion, care mergea în diverse federații membre și-și apăra centura. În 1963, campionul era "Nature Boy" Buddy Rogers.
Atât Mondt cât și McMahon Sr. îi permiteau rareori acestuia să dispute meciuri în afara regiunii de nord-est și susțineau că Rogers trebuie să-și păstreze în continuare centura, lucru care îi nemulțumea pe ceilalți membrii ai organizației. Nici Rogers nu era dispus să riște suma de 25.000 de dolari pe care a trebuit s-o dea ca și garanție pentru titlul de campion (pe acea vreme, campionii trebuiau să garanteze cu o anumită sumă de bani că-și vor îndeplini angajamentele) așa încât pe data de 24 ianuarie 1963 Rogers pierde centura de campion în favoarea lui Lou Theresz într-un meci desfășurat în Toronto. Aceste evenimente au făcut ca McMahon Sr. și Mondt să retragă CWC din NWA și să înființeze o nouă promoție de wrestling pe care au numit-o World Wide Wrestling Federation (WWWF).
La sfârșitul anilor '60 Mondt părăsește compania (cel mai probabil datorită vârstei înaintate) iar în martie 1979 promoția de wrestling își schimbă denumirea în World Wrestling Federation (WWF).

### World Wrestling Federation

Logo-ul World Wrestling Federation folosit în perioada 1984-1995

În 1980, fiul lui Vincent J. McMahon, Vincent K. McMahon fondează Titan Sports Inc. și în 1982 achiziționează Capitol Wrestling Corporation de la tatăl său. Bătrânul McMahon Sr. a reușit de-a lungul anilor să-și impună dominația asupra părții de nord-est a teritoriului american, dar McMahon Jr. decide împotriva dorințelor tatălui său să înceapă un proces de extindere riscând în felul acesta atât soarta WWF cât și soarta sa. Rezultatul acțiunii sale avea să schimbe fundamental destinul wrestlingului.
WWF nu era singura promoție de wrestling care nu mai activa în cadrul NWA, alte promoții ca de exemplu American Wrestling Association (AWA) ieșiseră de asemenea din organizația națională. Dar chiar dacă nu mai făceau parte din organizație, nici una din fostele federații nu a încercat să submineze și să distrugă convențiile teritoriale care au stat la baza industriei wrestlingului mai bine de jumătate de secol.
Ceilalți conducători erau furioși pe McMahon, care a început să distribuie show-urile WWF la televiziunile de pe tot teritoriul Statelor Unite, ieșind astfel din "fortăreața" nord-estică tradițională. McMahon a început să vândă casete WWF prin intermediul propriei companii de distribuție Coliseum Video și ca lucrurile să fie și mai grave, s-a folosit de veniturile generate din publicitate, televiziune și casete video pentru a cumpăra wrestleri din promoțiile rivale. Era clar pentru toată lumea că promoțiile de pe întreg teritoriul Statelor Unite erau în competiție directă cu WWF.

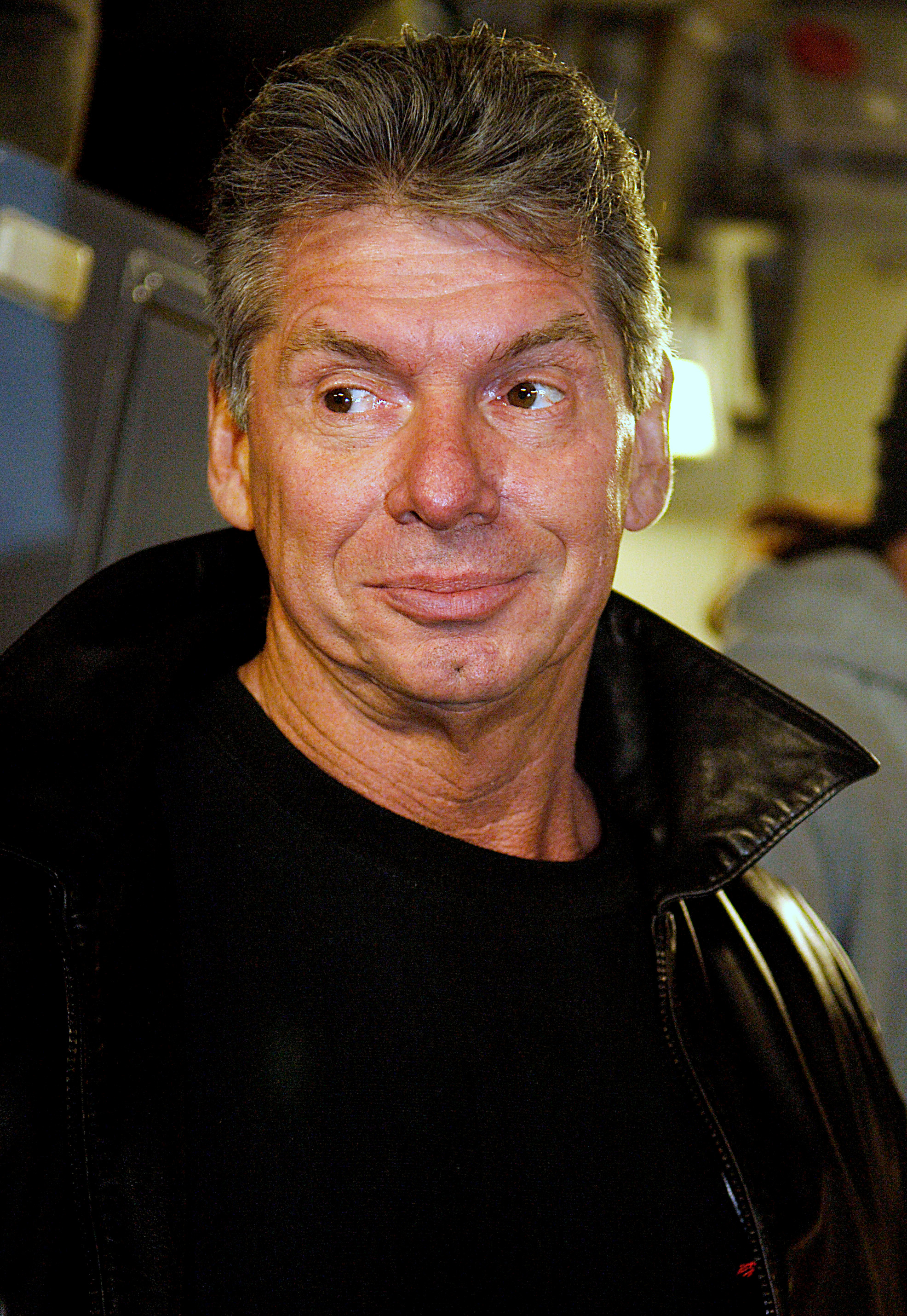
Patronul WWE Vince McMahon, omul care a făcut din wrestling un fenomen mondial

Primul pas făcut în încercarea de extindere la nivel național a fost semnarea unui contract cu superstarul AWA Hulk Hogan, care prin apariția în filmul Rocky III a obținut o celebritate de care puțini alți wrestleri se puteau bucura. Lui Hogan i s-au alăturat și alți wrestleri de top: Roddy Piper, "Superstar" Billy Graham, Jesse Ventura (deși Ventura a luptat rar datorită stării de sănătate precară, alăturându-se la masa comentatorilor alături de Gorilla Monsoon). McMahon a construit un roster de superstaruri, noile achiziții venind în completarea vedetelor din nord-est ca André the Giant, Jimmy Snuka, Don Muraco la care se adăugau Paul Orndorff, Greg Valentine, Ricky Steamboat și The Iron Sheik. S-a pus de multe ori întrebarea dacă McMahon ar fi putut să se extindă la nivel național fără aportul lui Hogan.
Conform unor surse, bătrânul McMahon și-a avertizat fiul : "Vinny, ce faci? O să sfârșești pe fundul unui râu." În ciuda avertismentelor, tânărul McMahon avea o idee și mai îndrăzneață : WWF va face turnee naționale. O asemenea inițiativă necesita o imensă investiție de capital, investiție care a plasat WWF la limita colapsului financiar.
Viitorul lui McMahon, al companiei sale, dar și viitorul NWA și al întregii industrii a wrestlingului a ajuns să depindă de succesul sau eșecul conceptului revoluționar lansat de McMahon, concept care purta numele de WrestleMania. 

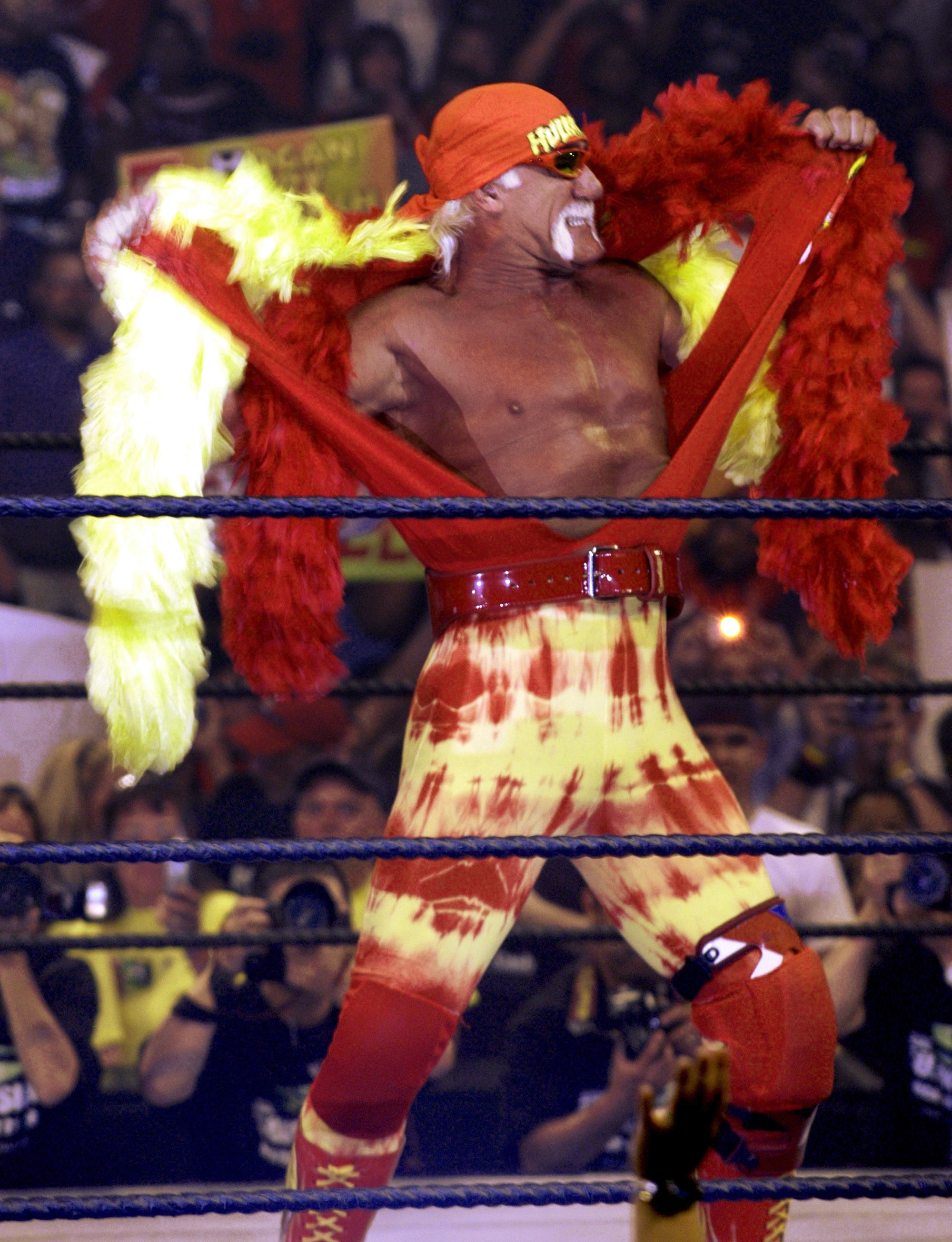
Hulk Hogan, idolul unei generații

Wrestlemania era un eveniment pay-per-view pe care McMahon l-a promovat ca fiind Super Bowl-ul wrestlingului profesionist american. Ideea unui asemenea tip de eveniment nu era nouă în America de Nord - NWA organizase anterior StarrCade - dar intenția lui McMahon era de a aduce evenimentul în atenția întregii lumi, având ca public țintă întreaga masă a telespectactorilor, chiar și aceia care nu erau fani ai wrestlingului. A reușit să facă acest lucru invitând în spectacol celebrități ca Mr. T și Cyndi Lauper, postul MTV având un rol important în promovarea evenimentului, creând așa-numita Rock 'n' Wrestling Connection.

#### Era de aur
Prima ediție a WrestleMania, desfășurată în 1985, a avut un succes răsunător, evenimentul fiind considerat piatra de temelie a ceea ce McMahon numea "sports entertainment" (divertismentul sportiv). În următorii ani, sub conducerea lui McMahon și cu ajutorul "eroului" său american Hulk Hogan, afacerile au luat un avânt incredibil, perioada fiind considerată de unii observatori a doua eră de aur a wrestlingului. Totuși, odată cu anii '90 succesul WWF a început să scadă treptat, fanii săturându-se de capacitatea lui Hulk Hogan de a bate pe oricine, oricând avea chef.Asta până când a apărut Undertaker în scenă care avea să fie primul om care l-a bătut pe Hogan luându-i centura WWE pe care Hulkster o deținuse 5 ani iar Undertaker 6 ani.

#### Noua generație
Criza în care se afla WWF a atins apogeul în 1994 când organizația a fost acuzată de abuzul și distribuția de steroizi, la care s-au adăugat acuzațiile de hărțuire sexuală făcute de un grup de angajați ai WWF la adresa lui McMahon. Patronul WWF a fost până la urmă exonerat, dar scandalul s-a dovedit a fi o pată imensă pe imaginea organizației.
Costul procesului pentru steroizi s-a ridicat la 5 milioane de dolari, în condițiile în care veniturile companiei au scăzut considerabil comparativ cu anii precedenți. Pentru a compensa pierderile, McMahon a redus retribuțiile luptătorilor și personalului companiei , în unele cazuri cu până la 40%. Această măsură a determinat ca în perioada 1993-1996 o serie de wrestleri să părăsească WWF și să se îndrepte spre singurul concurent major - promoția World Championship Wrestling (WCW).
În această perioadă, WWF a dus o campanie de promovare și redefinire a mărcii cu numele de "Noua generație WWF", generație reprezentată de luptători ca Shawn Michaels, Diesel, Razor Ramon, British Bulldog, Bret Hart sau The Undertaker. Principalul competitor, WCW, a profitat de această scădere de popularitate a WWF și și-a întărit poziția pe piață.

Logo-ul World Wrestling Federation în perioada 1995-1998

Începând cu sfârșitul anului 1996, WWF a abandonat imaginea "familiară" și a început să includă în show-uri segmente mult mai violente, ca un răspuns la concurență.

#### Războiul de luni seara (Monday Night Wars)
Ted Turner a cumpărat World Championship Wrestling și la conducere a fost numit Eric Bischoff. Bazându-se pe imensele resurse financiare, WCW a început să atragă vedetele din WWF în noua promoție. Printre noile achiziții se numărau Hulk Hogan, "Macho Man" Randy Savage, Lex Luger, Scott Hall (Razor Ramon), Kevin Nash (Diesel) și mulți alții.
În 1995, Bischoff a mărit miza și a creat WCW Monday Nitro, un spectacol difuzat de TNT, rețeaua de televiziune a lui Turner, la concurență directă cu principalul show WWF de luni seara WWF Monday Night RAW. În cele din urmă, cu ajutorul starurilor aduse din WWF și prin storyline-ul inovator nWo, WCW a reușit performanța de a depăși WWF atât în audiențele tv cât și în popularitate.
McMahon a răspuns la această provocare, declarând că este capabil să creeze noi superstaruri care să-i readucă victoria în războiul ratingului. În același timp, noile contracte ale wrestlerilor au fost prevăzute cu clauze suplimentare care făceau dificilă trecerea în federația concurentă. Shawn Michaels și Bret Hart au fost ridicați la statutul de superstaruri și au devenit foarte populari datorită abilităților din ring. În ciuda acestui fapt, WWF pierdea în continuare bani. 
Storyline-urile WCW, bazate mai mult pe realitățile cotidiene erau mult mai atractive decât ceea ce se întâmpla în WWF.

#### WWF Attitude și Montreal Screwjob
Rivalitatea WWF/WCW a atins noi culmi pe data de 1 noiembrie 1996, când WCW i-a oferit lui Bret "The Hitman" Hart un contract pe trei ani în valoare de 9 milioane de dolari. Vince McMahon a contraatacat cu o ofertă inferioară financiar, dar care se extindea pe o perioadă mult mai mare de timp și îi garanta wrestlerului o mai mare putere de decizie în cadrul booking-ului. Bret Hart a acceptat oferta WWF, dar după câteva luni în care greutățile financiare s-au ținut lanț, McMahon nu a mai avut certitudinea că își va putea îndeplini obligațiile financiare. Patronul i-a dezvăluit dificultățile financiare lui Hart înainte de meciul pe care acesta avea să-l dispute cu Michaels în 
Montreal și i-a permis să reînceapă negocierile cu WCW. 
În ciuda loialității față de WWF, Hart a acceptat oferta WCW și urma să apară în show-urile companiei la sfârșitul anului 1997. În timp ce mutarea lui Hart nu a fost o surpriză pentru nimeni, WWF era preocupată de faptul că omul care tocmai urma să plece era campionul en-titre WWF. În divizia feminină WWF a mai existat un precedent în care campioana Alundra Blayze a plecat în WCW cu tot cu centură, pe care mai apoi a aruncat-o într-un coș cu gunoi în timpul unui show televizat. Bret a promis că asemenea incidente nu vor avea loc și în cazul lui și a semnat o înțelegere conform căreia anunțul plecării lui va fi amânat pentru o perioadă de timp suficient de mare pentru a permite transferul centurii sale unui nou campion. Chiar dacă exista această înțelegere, McMahon era îngrijorat că vestea va ajunge la urechile publicului și a căutat o cale de a-l deposeda pe Bret Hart de centură, înainte ca plecarea să poată fi anunțată la WCW Monday Nitro. Ceea ce avea să se întâmple a rămas în istoria wrestlingului sub numele de Montreal Screwjob.
Hart și-a folosit dreptul contractual de a decide asupra meciurilor în care participă și a anunțat conducerea WWF că este dispus să cedeze titlul de bunăvoie în cadrul pay-per-view-ului Survivor Series din acel an (desfășurat în Montreal, Canada), dar nu dorește s-o facă în favoarea rivalului său, "HBK" Shawn Michaels. McMahon a fost însă de altă părere și a schimbat finalul meciului anterior stabilit pentru a-i permite lui Shawn să câștige titlul. În timpul meciului, Michaels l-a prins pe Bret Hart în celebra manevră de submission numită sharpshooter, Hart era pe cale să iasă din manevră, dar în același moment arbitrul meciului Earl Hebner, urmând instrucțiunile lui Vince McMahon, a semnalat sfârșitul luptei făcându-l astfel pe Michaels noul campion mondial. Bret Hart a fost atât de furios de felul în care au evoluat lucrurile încât l-a scuipat pe McMahon și într-o confruntare din aceeași seară l-a lovit, învinețindu-i unul din ochi.
Evenimentele din Montreal au constituit un moment de cotitură în disputa WWF/WCW. McMahon a folosit toată povestea din Canada pentru a crea din identitatea lui reală de proprietar al promoției un personaj în storyline - patronul diabolic Mr. McMahon, un dictator rău care favoriza wrestlerii heel pentru că erau "buni pentru afacere" și disprețuia "wrestlerii necorespunzători" ca Stone Cold Steve Austin.
Feudul dintre Stone Cold și McMahon și crearea alianței D-Generation X au marcat noua Eră Attitude, care odată cu impunerea unor noi superstaruri ca The Rock sau Mick Foley a reprezentat un reviriment pentru federație. În paralel, lucrurile în WCW nu mergeau tocmai bine : numărul excesiv de wrestleri de top,unele storyline-uri neinspirate și managementul defectuos al unor aspecte organizatorice și strategice au făcut ca produsul WCW să devină din ce în ce mai puțin interesant. Atrași de popularitatea lui Austin și de naturalețea brută a showului, telespectatorii au revenit la WWF, care s-a impus din nou ca lider de audiență.
În 2004, WWE a produs un DVD intitulat The Monday Night War, care surprinde spectaculoasa istorie a luptelor pentru supremație purtate de cele două organizații.

#### Noi inițiative
Pe 29 aprilie 1999, WWF a lansat la televiziunea UPN un program special numit SmackDown!. Show-ul a fost difuzat marți seara, din 26 august 1999 a devenit unul săptămânal și a rămas cel mai de succes program transmis de UPN.
Pe 19 octombrie 1999, compania care deținea WWF, Titan Sports (redenumită World Wrestling Federation Enertainment, Inc.) a devenit o companie pe acțiuni listată la bursă. S-au pus în vânzare 10 milioane de acțiuni la prețul de 17 dolari bucata. 
Compania a anunțat intenția de a-și diversifica activitatea prin deschiderea unui club de noapte în Times Square, producerea de filme și publicarea de cărți.
Chiar și după retragerea lui Austin datorită unei accidentări, WWE a continuat să domine în audiențe, wrestleri ca The Rock sau Triple H bucurându-se de o popularitate imensă. Transferul unor wrestleri din divizia concurentă WCW precum Big Show, Chris Jericho, Chris Benoit sau Eddie Guerrero a întărit roosterul WWF și a eliminat definitiv orice posibilitate ca WCW să devină din nou o adevărată amenințare pentru promoție.
În 2000, WWF în colaborare cu rețeaua de televiziune NBC a anunțat crearea unei ligi profesioniste de fotbal american (XFL). În primele săptămâni audiențele înregistrate au fost foarte bune, dar interesul publicului a scăzut considerabil astfel încât proiectul a fost oprit după doar un sezon.

#### Achiziția ECW
Pe 5 februarie 2001 Jim Ross anunță că o serie de wrestleri ai promoției Extreme Championship Wrestling vor evolua sub umbrela WWF. Printre aceștia se numărau Justin Credible (care semnase un contract pe trei ani), Jerry Lynn și campionul ECW Rhyno (care își dăduseră acordul verbal) și Bobby Eaton (care fusese repartizat ca antrenor în Memphis Championship Wrestling). Acestora li s-au alăturat Paul Heyman și Tazz care au debutat ca și comentatori în RAW, respectiv SmackDown!. ECW a intrat în faliment în luna aprilie 2001 și a fost preluată la mijlocul anului 2003 de către WWE.

#### Achiziția WCW
Succesul WWF Attitude a fost enorm, WCW nu reușea să țină pasul cu WWF iar situația financiară a promoției s-a deteriorat permanent. Compania lui Ted Turner - Time Warner (proprietara WCW) a fuzionat cu America Online (cel mai mare furnizor de servicii internet din Statele Unite) formând grupul AOL Time Warner. Datorită situației dificile în care se afla promoția de wrestling s-a decis vânzarea acesteia. Pentru suma de 7 milioane de dolari, în martie 2001 World Wrestling Federation Entertainment a achiziționat World Championship Wrestling.
Era WWF Attitude se încheie conform unor observatori cu WrestleMania X-Seven (17), în timp ce alții susțin că aceasta s-a încheiat odată cu preluarea WCW și ECW și cu storyline-ul Invasion.

### World Wrestling Entertainment
În urma unui proces intentat în 2002 de organizația ecologistă World Wildlife Fund (abreviată tot WWF), care se plângea de încălcarea unui acord din 1994 asupra folosirii inițialelor WWF în Marea Britanie, atât promoția de wrestling cât și compania-mamă și-au schimbat denumirea în World Wrestling Entertainment. Pe data de 6 mai 2002, compania a eliberat un comunicat de presă care anunța schimbarea denumirii. 
Logo-ul WWF Attitude nu a mai putut fi folosit pe nici unul din produsele firmei. Sloganul campaniei de redenumire a fost "Get The 'F' Out".

#### Divizia rosterului
În aprilie 2002 WWF/E a demarat un proces prin care promoția de wrestling a fost împărțită în două divizii cu wrestleri, conducători și storyline-uri distincte, numele celor două divizii fiind aceleași cu numele show-urilor săptămânale : RAW și SmackDown!. Wrestlerii puteau desfășura meciuri exclusiv în una din cele două divizii, cu excepția deținătorilor centurilor WWE Undisputed Champion și WWE Women's Champion, care puteau fi apărate în ambele divizii. În august 2002, campionul WWE Undisputed Undertaker a refuzat să-și apere titlul în RAW astfel încât centura s-a transformat într-una exclusivă SmackDown!. În săptămâna următoare, managerul RAW Eric Bischoff i-a acordat lui Triple H centura WWE World Heavyweight, precursoarea centurii WCW World Heavyweight Championship.
Fiecare divizie a ajuns să organizeze pay-per-view-uri anuale exclusive, singurele pay-per-view-uri care se desfășurau cu participarea tuturor wrestlerilor din cele două divizii fiind cele patru pay-per-view-uri tradiționale WWE: Royal Rumble, WrestleMania, SummerSlam și Survivor Series ele fiind numite "The Big Four".
WWE a readus începând cu anul 2004 ceremonia de introducere în WWE Hall of Fame a unor nume celebre din lumea wrestlingului, care prin activitatea lor au devenit de-a lungul vremii adevărate legende ale industriei wrestlingului.
In anul 2011 a avut loc ultimul Draft, dupa aceea divizia rosterului s-a anulat.
Pe data de 26 mai 2016, Stephanie si Shane McMahon au anuntat official ca Smackdownul va fi difuzat live pe USA Network , acest lucru insemnand ca "WWE Draft" si divizia rosterului se vor intoarce.
In octombrie 2019, SmackDown s-a mutat pe fox si astfel a fost facut un nou draft.

### Superstarurile dinRaw
- AJ Styles
- Akira Tozawa
- Angelo Dawkins
- Austin Theory
- Bron Breakker
- Bronson Reed
- Brutus Creed
- Carlito
- Chad Gable
- CM Punk
- Cruz Del Toro
- Dominik Mysterio
- Dragon Lee
- Erik
- Finn Bálor
- Grayson Waller
- Gunther
- Ilja Dragunov
- Ivar
- JD McDonagh
- Jey Uso
- Joaquin Wilde
- Julius Creed
- Karrion Kross
- Kofi Kingston
- Logan Paul
- Ludwig Kaiser
- Otis
- Penta
- Pete Dunne
- Rey Mysterio
- Rusev
- Sami Zayn
- Seth "Freakin" Rollins
- Sheamus
- Tyler Bate
- Xavier Woods

#### Divele dinRaw
- Asuka
- Bayley
- Becky Lynch
- Ivy Nile
- Iyo Sky
- Kairi Sane
- Kiana James
- Liv Morgan
- Lyra Valkyria
- Maxxine Dupri
- Natalya
- Raquel Rodriguez
- Rhea Ripley
- Roxanne Perez
- Scarlett
- Zoey Stark

### Superstarurile dinSmackdown
- Aleister Black
- Alex Shelley
- Andrade
- Angel
- Angelo Dawkins
- Apollo Crews
- Axiom
- Berto
- Bo Dallas
- Carmelo Hayes
- Chris Sabin
- Cody Rhodes
- Damian Priest
- Dexter Lumis
- Drew McIntyre
- Elton Prince
- Erick Rowan
- Jacob Fatu
- JC Mateo
- Jimmy Uso
- Joe Gacy
- John Cena
- Johnny Gargano
- Kevin Owens
- Kit Wilson
- LA Knight
- The Miz
- Montez Ford
- Nathan Frazer
- Randy Orton
- Rey Fénix
- Roman Reigns
- R-Truth
- Santos Escobar
- Shinsuke Nakamura
- Solo Sikoa
- Tama Tonga
- Tommaso Ciampa
- Tonga Loa

#### Divele din SmackDown
- Alba Fyre
- Alexa Bliss
- B-Fab
- Bianca Belair
- Candice LeRae
- Charlotte Flair
- Chelsea Green
- Giulia
- Jade Cargill
- Michin
- Naomi
- Nia Jax
- Nikki Cross
- Piper Niven
- Tiffany Stratton
- Zelina Vega

#### Relansarea Extreme Championship Wrestling
În 26 mai 2006, WWE a anunțat relansarea Extreme Championship Wrestling, ca o franciză independentă care să vină în completarea diviziilor RAW și SmackDown!. Pe data de 13 iunie 2006 a debutat primul spectacol ECW sub umbrela WWE, transmiterea show-ului fiind asigurată de canalul tv Sci Fi, parte a NBC Universal .Iar în februarie 2010 au fost difuzate ultimele episoade din Extreme Championship Wrestling

## Titluri și evenimente speciale
Actualizat la 10/08/2025.

### Campioni Actuali
| Brand          | Campionat                                                | Campion Actual                               | Dețineri | Data            | Zile | Eveniment          | Campion Anterior                                   |
| -------------- | -------------------------------------------------------- | -------------------------------------------- | -------- | --------------- | ---- | ------------------ | -------------------------------------------------- |
| RAW            | World Heavyweight Championship                           | Seth Rollins                                 | 2        | 2 august 2025   | 8+   | SummerSlam         | CM Punk                                            |
| RAW            | Raw Women's Championship                                 | Naomi                                        | 3        | 13 iulie 2025   | 28+  | Evolution          | Iyo Sky                                            |
| RAW            | Intercontinental Championship                            | Dominik Mysterio                             | 1        | 20 aprilie 2025 | 112+ | WrestleMania 41    | Bron Breakker                                      |
| RAW            | WWE Women's Intercontinental Championship                | Becky Lynch                                  | 1        | 7 iunie 2025    | 64+  | Money in the Bank  | Lyra Valkyria                                      |
| RAW            | Raw Tag Team Championship                                | The Judgment Day (Finn Bálor și JD McDonagh) | 2 (4,2)  | 30 iunie 2025   | 41+  | Raw                | The New Day (Kofi Kingston și Xavier Woods)        |
| SmackDown Live | Undisputed WWE Championship Campionul (WWE și Universal) | Cody Rhodes                                  | 2        | 3 august 2025   | 7+   | SummerSlam         | John Cena                                          |
| SmackDown Live | SmackDown Women's Championship                           | Tiffany Stratton                             | 2        | 3 ianuarie 2025 | 219+ | SmackDown          | Nia Jax                                            |
| SmackDown Live | United States Championship                               | Solo Sikoa                                   | 1        | 28 iunie 2025   | 43+  | Night of Champions | Jacob Fatu                                         |
| SmackDown Live | WWE Women's United States Championship                   | Giulia                                       | 1        | 27 iunie 2025   | 44+  | SmackDown          | Zelina Vega                                        |
| SmackDown Live | SmackDown Tag Team Championship                          | The Wyatt Sicks (Dexter Lumis și Joe Gacy)   | 1 (1,1)  | 11 iulie 2025   | 30+  | SmackDown          | The Street Profits (Angelo Dawkins și Montez Ford) |

### Campioni NXT
| NXT                             | NXT                                        | NXT      | NXT             | NXT  | NXT                     | NXT                                                                     |
| Campionat                       | Campion(i) actual                          | Deținere | Dată            | Zile | Locație                 | Note                                                                    |
| ------------------------------- | ------------------------------------------ | -------- | --------------- | ---- | ----------------------- | ----------------------------------------------------------------------- |
| NXT Championship                | Oba Femi                                   | 1        | 7 ianuarie 2025 | 215+ | Los Angeles, California | Ia-invins pe Trick Williams (c) și Eddy Thorpe la NXT: New Year's Evil. |
| NXT Women's Championship        | Jacy Jayne                                 | 1        | 27 mai 2025     | 75+  | Orlando, Florida        | A învins-o pe Stephanie Vaquer la NXT.                                  |
| NXT North American Championship | Ethan Page                                 | 1        | 27 mai 2025     | 75+  | Orlando, Florida        | L-a învins pe Ricky Saints la NXT.                                      |
| NXT Tag Team Championship       | Hank and Tank (Hank Walker și Tank Ledger) | 1        | 19 aprilie 2025 | 113+ | Paradise, Nevada        | I-a învins pe Nathan Frazer și Axiom la Stand & Deliver.                |

### Alte titluri
| Alte titluri                      | Alte titluri                  | Alte titluri | Alte titluri  | Alte titluri | Alte titluri                | Alte titluri                                                   | Alte titluri |
| Campionat                         | Campion(i) actual             | Deținere     | Dată          | Zile         | Locație                     | Note                                                           |              |
| --------------------------------- | ----------------------------- | ------------ | ------------- | ------------ | --------------------------- | -------------------------------------------------------------- | ------------ |
| WWE Women's Tag Team Championship | Charlotte Flair & Alexa Bliss | 1 (2,4)      | 2 august 2025 | 9+           | East Rutherford, New Jersey | Le-a învins pe Raquel Rodriguez & Roxanne Perez la SummerSlam. |              |
| WWE Speed Championship            | El Grande Americano           | 1            | 5 mai 2025    | 97+          | Omaha, Nebraska             | I-a învins pe Dragon Lee la Speed.                             |              |

### Alte Realizări
| Realizare                             | Ultimul câștigător            | Dată câștigării  | Oraș                   | Note                                                                                |
| ------------------------------------- | ----------------------------- | ---------------- | ---------------------- | ----------------------------------------------------------------------------------- |
| Royal Rumble (wrestleri)              | Jey Uso                       | 1 februarie 2025 | Indianapolis, Indiana  | L-a eliminat pe John Cena câștigând lupta.                                          |
| Royal Rumble (dive)                   | Charlotte Flair               | 1 februarie 2025 | Indianapolis, Indiana  | A eliminat-o pe Roxanne Perez câștigând lupta.                                      |
| Money in the Bank (wrestleri)         | Seth Rollins                  | 7 iunie 2025     | Inglewood, California  | I-a învins pe Andrade, El Grande Americano, LA Knight, Penta și Solo Sikoa.         |
| Money in the Bank (dive)              | Naomi                         | 7 iunie 2025     | Inglewood, California  | Le-a învins pe Alexa Bliss, Giulia, Rhea Ripley, Roxanne Perez și Stephanie Vaquer. |
| King of the Ring                      | Gunther                       | 25 mai 2024      | Jeddah, Arabia Saudită | L-a învins pe Randy Orton în finala turneului.                                      |
| Queen of the Ring                     | Nia Jax                       | 25 mai 2024      | Jeddah, Arabia Saudită | A învins-o pe Lyra Valkyria în finala turneului.                                    |
| Dusty Rhodes Tag Team Classic         | Baron Corbin și Bron Breakker | 4 februarie 2024 | Clarksville, Tennessee | I-au învins pe Carmelo Hayes și Trick Williams în finala turneului.                 |
| André the Giant Memorial Battle Royal | Carmelo Hayes                 | 18 aprilie 2025  | Las Vegas, Nevada      | L-a eliminat pe Andrade câștigând lupta.                                            |

### Titluri și evenimente speciale din trecut
- WWE World Heavyweight Championship (2002-2013)
- WWE Hardcore Championship (1995-2002)
- WWE European Championship (1997-2002)
- WWF Light Heavyweight Championship (1981-2001)
- WWF Million Dollar Championship (1989-1992, 1995-1996)
- WWF Intercontinental Tag Team Championship (1981-1999)
- WWF Women's Tag Team Championship (1983-1989)
- WWF International Heavyweight Championship (1959-1963, 1982-2001)
- WWF Junior Heavyweight Championship (1967-1998)
- WWF International Tag Team Championship (1969-2000)
- WWF New Japan Martial Arts Championship (1978-1985)
- WWF North American Championship (1979-1981)
- WWWF United States Championship (1970-2008)
- WWWF United States Tag Team Championship (1963-2003)
- WWE Cruiserweight Champonship (1991-2007)
- ECW Heavyweight Championship